# Minolta AF 35-70mm f/4

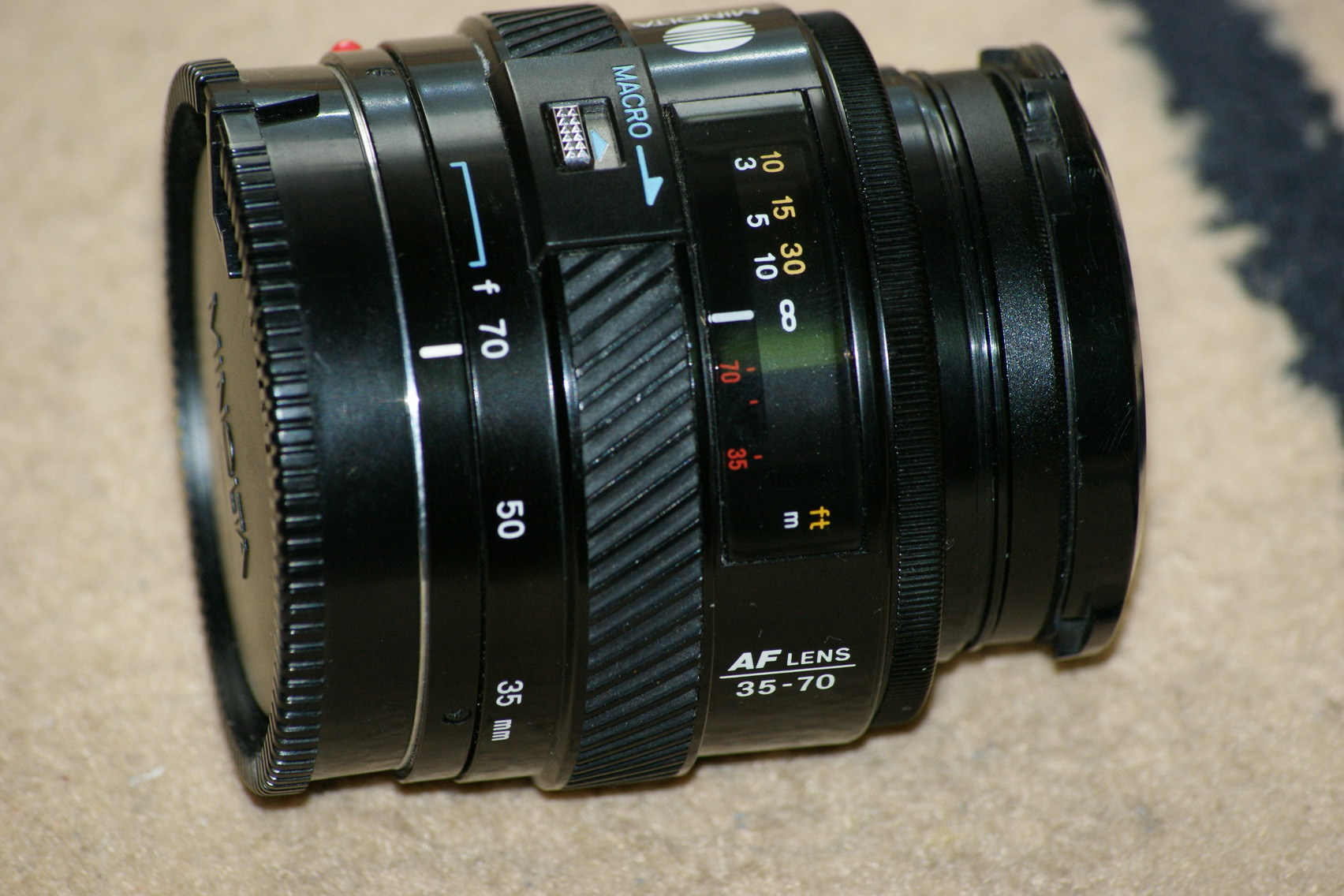
Объектив Minolta AF 35-70mm f/4

Minolta AF 35-70mm f/4 — автофокусный зум-объектив совместимый с камерами системы Minolta AF.
Этот объектив был представлен в 1985 году вместе с камерой Minolta Maxxum/Dynax/Alpha 7000, первой в мире коммерчески удачной автофокусной камерой. Является представителем линейки зум-объективов Минолты с постоянной максимальной апертурой f/4.
В 1993 году был заменён объективом 35-70mm f/3.5-4.5, который по признанию пользователей оказался хуже предшественника. Остаётся популярным для использования в цифрозеркальных камерах системы Minolta AF производства фирм Minolta и Sony.